# Josefina Santiago Rodríguez
Josefina Santiago Rodríguez (Palma, 27 de setembre de 1961), més coneguda com a Fina, és una política mallorquina. Actualment és coportaveu de MÉS per Mallorca i Consellera de Serveis Socials i Promoció del Govern de les Illes Balears.

## Vida i activitat política
Llicenciada en Psicologia per la Universitat de les Illes Balears, és, a més, diplomada en treball social. És funcionària del cos tècnic superior de l'Administració des de l'any 1982. El seu camp professional s'ha desenvolupat en l'àmbit de la protecció de la infància i atenció a la dependència, gent gran i persones amb discapacitat.
Va ser directora de l'Institut Balears d'Afers Socials durant el Govern de 1999 a 2003. Durant aquesta etapa, es varen posar en marxa importants projectes com la targeta bàsica o el programa «A ca vostra», arran del qual la Comunitat Autònoma de les Illes Balears es va convertir en la primera de tot l'Estat a atorgar un ajut econòmic mensual a les persones que tenien cura dels seus majors.
El mes de juliol de 2007 va ser nomenada pel president del Govern de les Illes Balears, Francesc Antich, consellera d'Afers Socials, Promoció i Immigració de l'executiu balear, un departament hereu del de Benestar Social del Pacte de Progrés com dels de Presidència i Esports i Immigració i Cooperació del segon govern de Matas.
Va iniciar la seva activitat política el 1987 quan entrà a militar a Esquerra Unida de les Illes Balears, partit del qual va formar part fins a l'any 2010. A mitjans d'aquell any abandonà el partit amb el sector crític per crear un nou projecte polític, Iniciativa d'Esquerres. Aquest nou partit es fusionà al cap de poc amb Els Verds de Mallorca per crear IniciativaVerds i que al seu torn acabaria integrant-se, juntament amb el PSM, en la coalició MÉS per Mallorca de la qual Santiago en fou elegida coportaveu. El 2 de juliol de 2015 va ser nomenada Consellera de Serveis Socials i Cooperació.